# جغد (خانمیرزا)
جغد، روستایی در دهستان ارمند بخش ارمند شهرستان خانمیرزا در استان چهارمحال و بختیاری ایران است.

## موقعیت جغرافیایی و اقلیم
این روستا واقع در رشته کوه‌های زاگرس مرکزی و جنگل‌های سرسبز بلوط است. در سمت پایین دست روستا، رودخانه بزرگ ارمند که یکی از سر شاخه‌های کارون است، عبور می‌کند و اطراف روستا را کوهسار احاطه کرده‌است.
این روستا زمستان‌های نسبتاً سرد و تابستان‌های بسیار گرمی دارد؛ بهار روستا بسیار زیبا و سرسبز است و در این فصل با آب شدن برف‌های کوه ارمند بالا، رودخانه‌ای فصلی پایین دست روستا ایجاد شده که به رود ارمند می‌ریزد.
این روستا دارای سه دشت ساحلی یا چَم در کنار رودخانه است به نام‌های چم لطفعلی، چم میش شور و چم مینجایی (در گویش بختیاری به معنای دشت ساحلی وسطی)؛ موقعیت چم‌ها به گونه‌ای است که می‌توان به عنوان کمپ‌های گردشگری یا زمین‌های برنجی استفاده نمود.

## مردم‌شناسی
مردمان این روستا در قدیم و زمان‌های دور از عشایر ایل بختیاری بوده‌اند و حدود ۷۰ سال است که تخت قاپو کرده‌اند و یکجانشین شده‌اند؛ در حدود ۱۰۰ سال پیش این مردم به دشت جغد که از قدیم و ایام به این نام شهره بود، آمده مال انداخته یا به زبان دیگر روستا ساخته‌اند.
تبار مردم این روستا از عشایر لر تبار چون ایل بختیاری، هفت لنگ، باب بهداروند و طایفه جانکی سردسیر (جوانکی) بوده‌اند
همچنین مردم این روستا با مردمان طایفه جلیل، ریگی، ارمندی جانکی سردسیر و دیگر طوایف خانمیرزا، لردگان و فلارد وابستگی قومی-طایفه‌ای دارند.

## پیشه
پیشه مردم این روستا کشاورزی، دامداری، زغال‌سازی، قایق‌سواری و شکار است.

## گیاه‌شناسی
در کوه‌های این روستا گیاهان و ریشه‌های دارویی بسیاری می‌روید و مردم بسیاری از دردهای ساده خویش را به وسیله طبابت سنتی درمان می‌کنند؛ از جمله این گیاهان می‌توان به چای کوهی، کرفس کوهی، قارچ کوهی، بُن سرخ، موسیر، چَویل، بِرِنجاس، بو مادران ،اُو اندول، گَنه بو، بو گنده و آویشن اشاره کرد.
همچنین از گل‌های معروف روستا نیز می‌توان به گل سرخ و گل بابونه اشاره کرد.

## جمعیت
بر پایه سرشماری عمومی نفوس و مسکن در سال ۱۳۹۵، جمعیت این روستا برابر با۲۵۰نفر (۳۹ خانوار) بوده‌است.

## نگارخانه

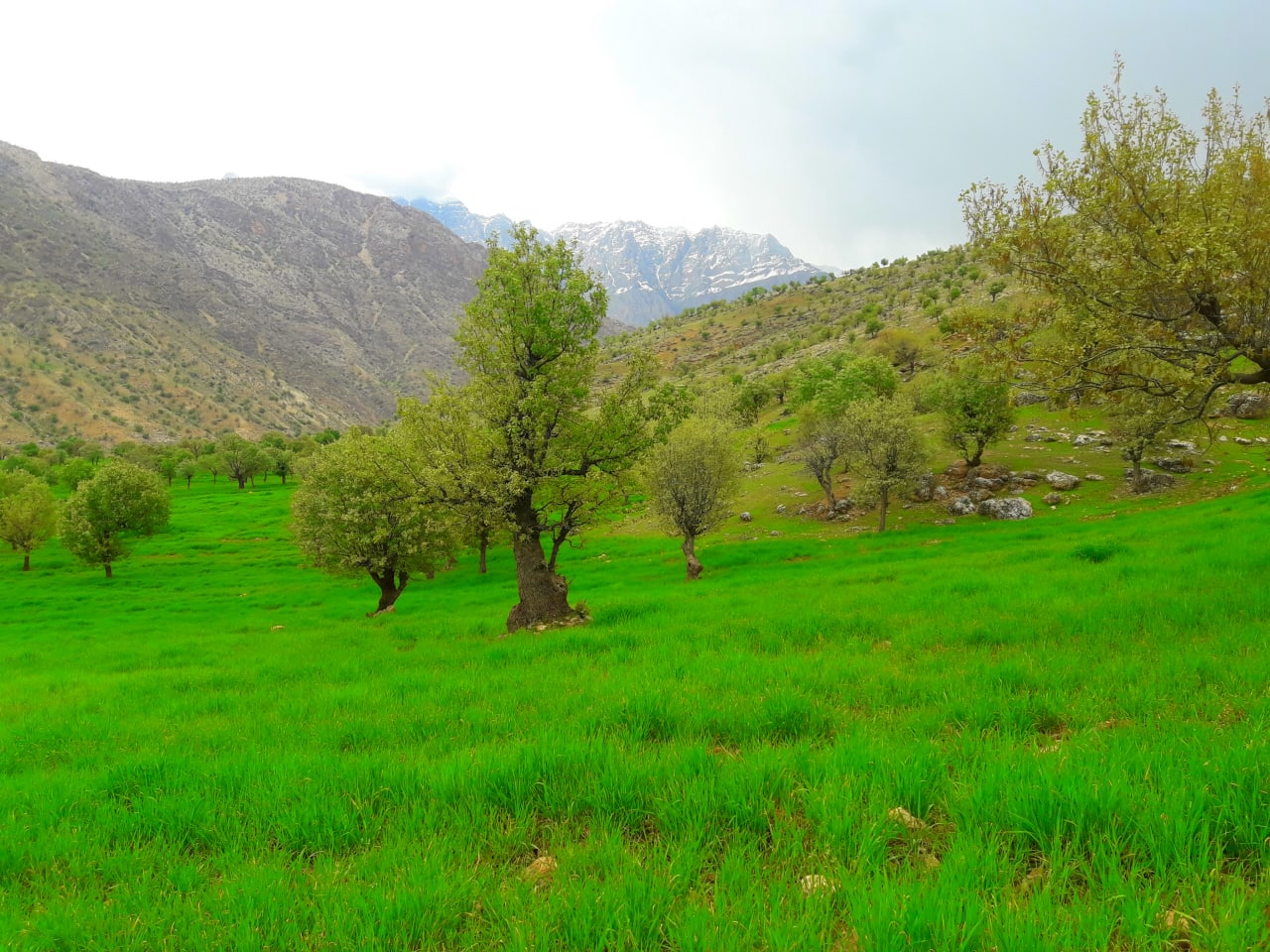
زمین‌های زراعی جغد

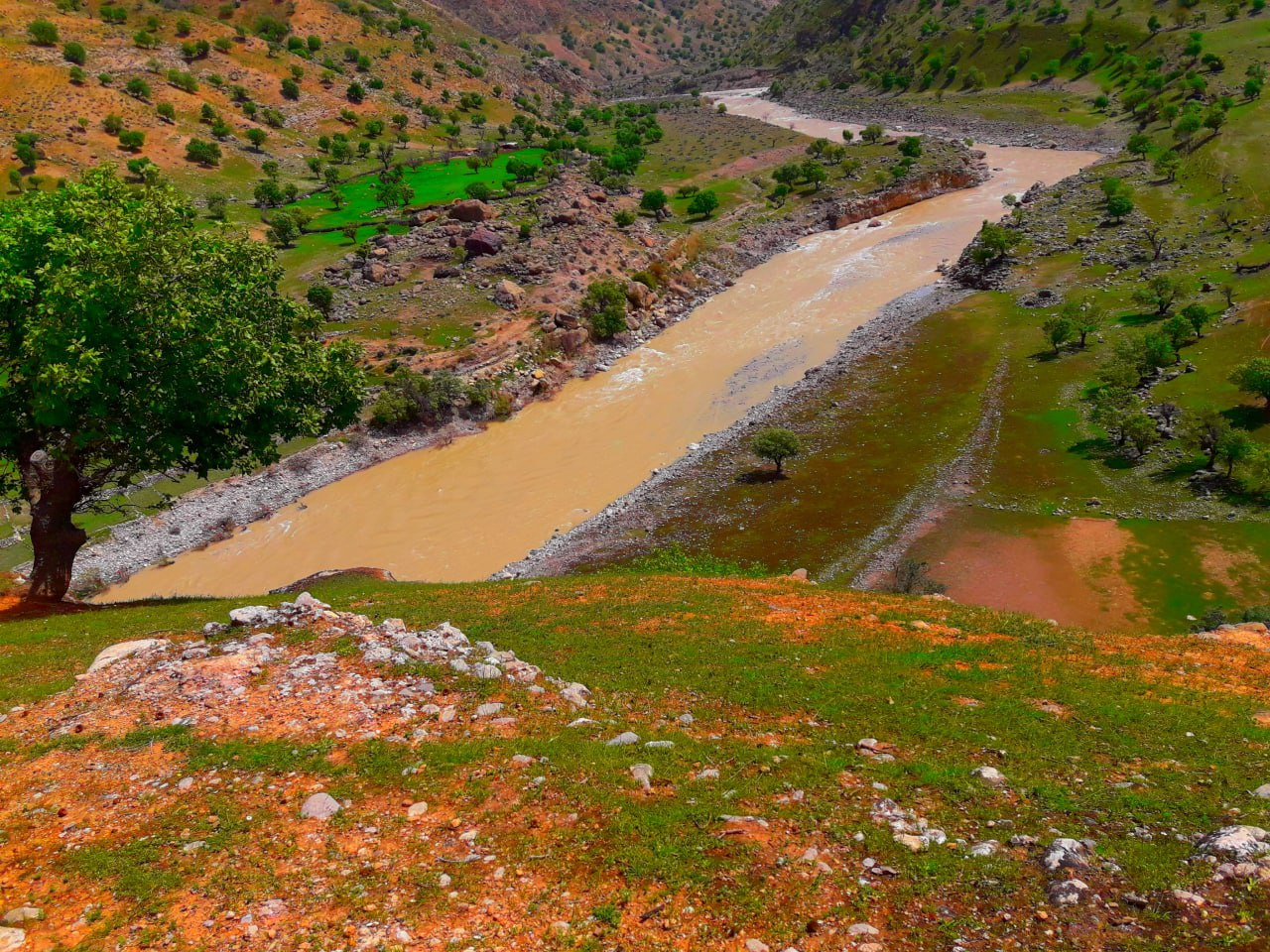
رودخانه ارمند

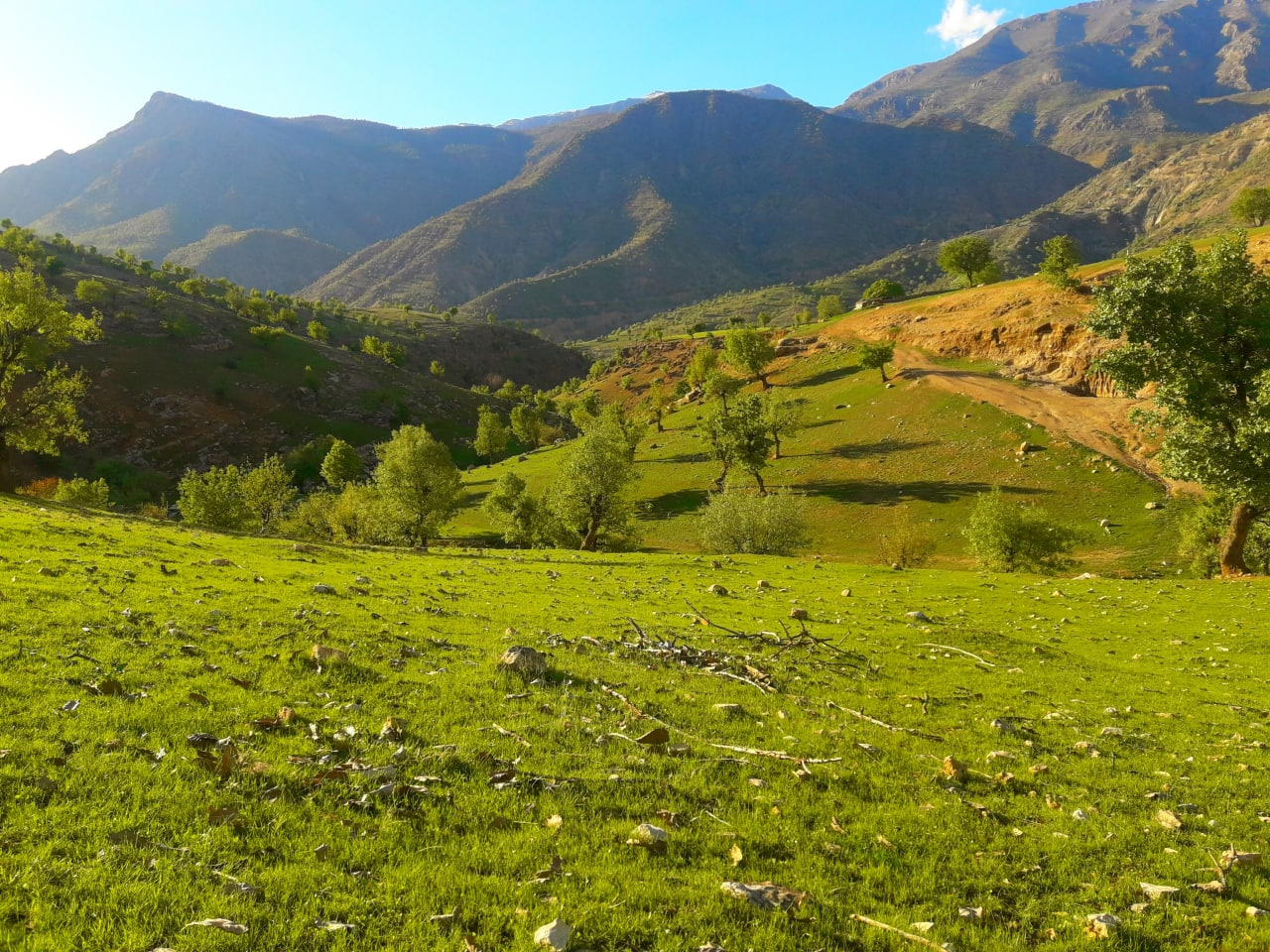
طبیعت سرسبز بهاری جغد

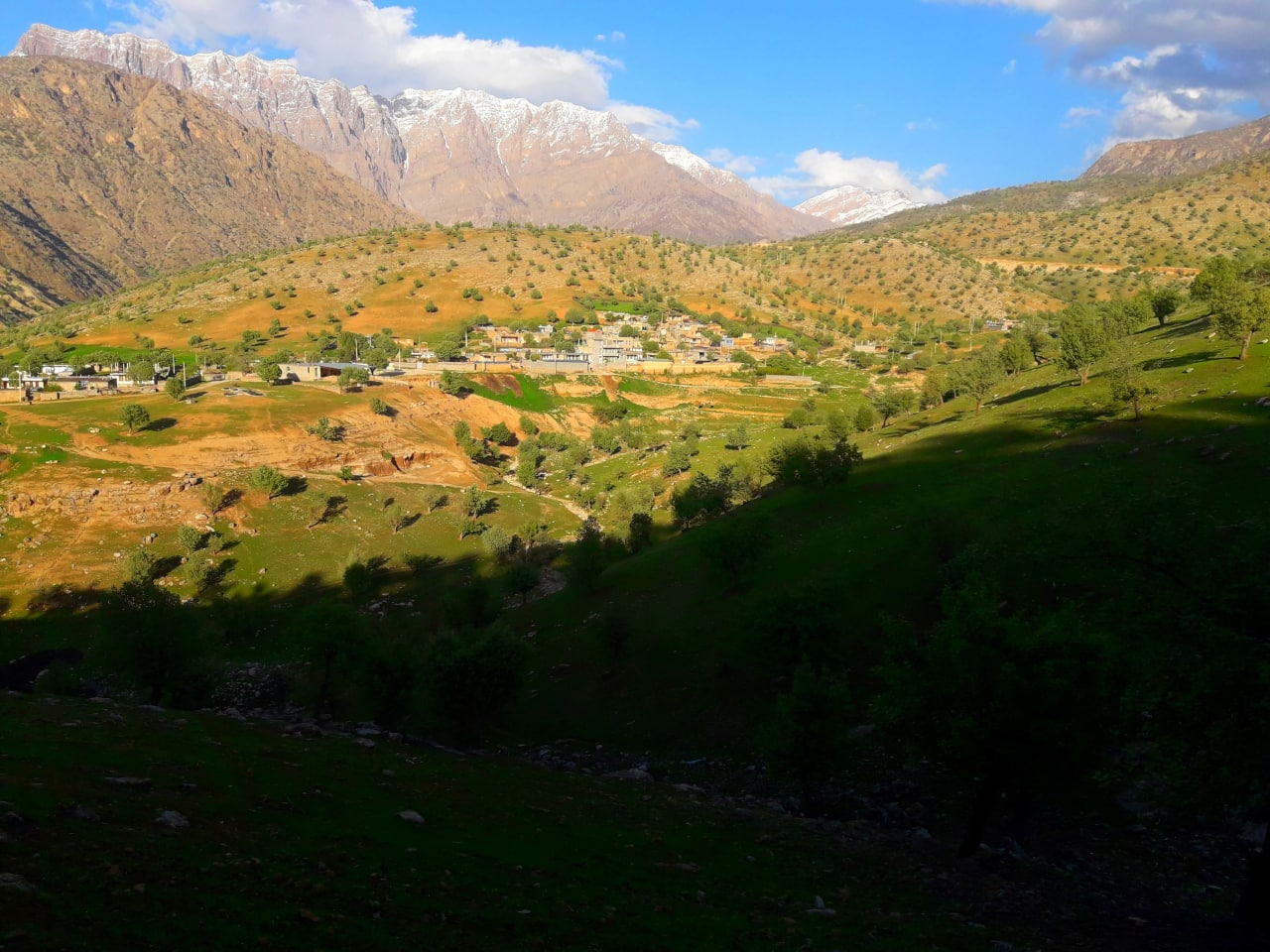
طبیعت زیبای روستای جغد

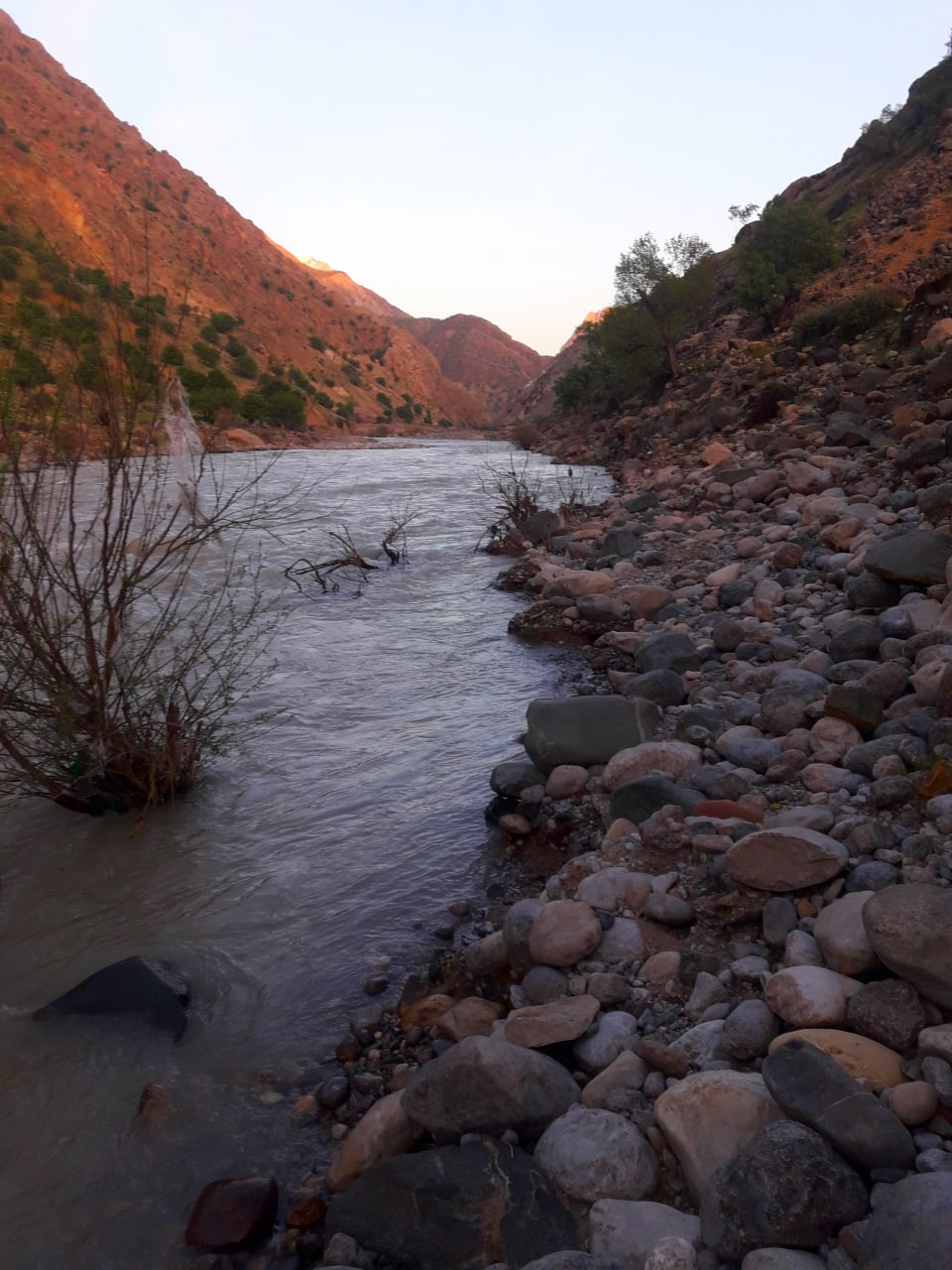
رودخانه ارمند